# Modulación (telecomunicación)

Onda de alta frecuencia (portadora, las dos de abajo) puede modularse en amplitud (AM, varía la amplitud) o en frecuencia (FM, varía la frecuencia).

Modulación engloba el conjunto de técnicas que se usan para transportar información sobre una onda portadora, típicamente una onda sinusoidal. Estas técnicas permiten un mejor aprovechamiento del canal de comunicación lo que posibilita transmitir más información de forma simultánea además de mejorar la resistencia contra posibles ruidos e interferencias. Según la American National Standard for Telecommunications, la modulación es el proceso, o el resultado del proceso, de variar una característica de una onda portadora de acuerdo con una señal que transporta información. El propósito de la modulación es sobreponer señales en las ondas portadoras.
Básicamente, la modulación consiste en hacer que un parámetro de la onda portadora cambie de valor de acuerdo con las variaciones de la señal moduladora, que es la información que queremos transmitir.
Un modulador es un dispositivo o circuito que realiza la modulación. Un demodulador (a veces detector) es un circuito que realiza demodulación, el inverso de la modulación. Un módem (de modulador–demodulador), utilizado en la comunicación bidireccional, puede realizar ambas operaciones. La banda de frecuencia ocupada por la señal de modulación se denomina banda base, mientras que la banda de frecuencia más alta ocupada por la portadora modulada se denomina banda de paso.
En la modulación analógica se imprime una señal de modulación analógica en la portadora. Los ejemplos son modulación de amplitud (AM) en la que la amplitud (fuerza) de la onda portadora varía según la señal de modulación, y modulación de frecuencia (FM) en la que la frecuencia de la onda portadora es variada por la señal de modulación. Estos fueron los primeros tipos de modulación y se utilizan para transmitir una señal de audio que representa el sonido, radiodifusión en AM y FM. Los sistemas más recientes utilizan modulación digital, que imprime una señal digital que consiste en una secuencia de dígitos binarios (bits), un flujo de bits, en la portadora, mediante medios de mapeo de bits a elementos de un alfabeto discreto para ser transmitidos. Este alfabeto puede consistir en un conjunto de números reales o complejos, o secuencias, como oscilaciones de diferentes frecuencias, la llamada modulación frequency-shift keying (FSK). Un método de modulación digital más complicado que emplea múltiples portadoras, la multiplexación por división de frecuencia ortogonal (OFDM), se utiliza en redes WiFi, emisora de radio digital y transmisión de televisión por cable digital.

## Frecuencia portadora
Una señal portadora es una onda eléctrica que puede ser modificada en alguno de sus parámetros por la señal de información (sonido, imagen o datos) para obtener una señal modulada y que se transporta por el canal de comunicaciones.
El uso de una onda portadora también soluciona muchos problemas de circuito, antena, propagación y ruido. Por ello, una antena práctica debe tener un tamaño aproximado al de la longitud de onda de la onda electromagnética de la señal que se va a transmitir. Si las ondas de sonido se difundieran directamente en forma de señales electromagnéticas , la antena tendría que tener más de un kilómetro de altura. Usando frecuencias mucho más altas para la portadora, el tamaño de la antena se reduce significativamente porque las frecuencias más altas tienen longitudes de ondas más cortas.
Una emisora de radio AM normalmente tiene una serie de letras asociadas: por ejemplo, KPBS. Sin embargo, una forma más práctica de referirse a una emisora de radio es por su frecuencia portadora, como 101.1 MHz, que es la frecuencia con la que se debe sintonizar la radio. En el caso de las FM, la frecuencia portadora es de 87 a 108 MHz. El uso de frecuencias portadoras en las FM ha añadido complejidad en cuanto que la frecuencia portadora cambia con el salto de frecuencia o la secuencia de chipping directa para que la señal sea más inmune a la interferencia y el ruido. El chipping es el proceso consistente en convertir cada bit de datos en una cadena de chips expandida denominada secuencia de chipping. Es el mecanismo que permite a los dispositivos inalámbricos leer datos cuando se pierden porciones de señal.
El proceso de recuperar la información de las ondas portadoras se denomina demodulación. En esencia, es invertir los pasos utilizados para modular los datos. En general, a medida que los esquemas de transmisión o modulación(compresión) se hacen más complejos y la velocidad de transmisión de datos aumenta, la inmunidad al ruido se reduce y la cobertura disminuye.

## Técnicas de modulación empleadas
Uno de los objetivos de las comunicaciones es utilizar una frecuencia portadora como frecuencia básica de una comunicación, pero modificándola siguiendo un proceso denominado modulación para codificar la información en la onda portadora.
Las formas básicas de Modulación son:
- Amplitud

Modulación en Amplitud - Doble banda lateral con portadora - AM
Doble banda lateral sin portadora - DBL-SP
Banda lateral única - BLU
- Angular

Modulación en Frecuencia - FM
Modulación en Fase - PM

### Modulación Analógica
Las tres técnicas de modulación analógica son:
- Modulación de la amplitud (AM o amplitud modulada).
- Modulación de la frecuencia (FM o frecuencia modulada).
- Modulación de la fase (PM o fase modulada).

La mayoría de los sistemas de comunicación utilizan alguna de estas tres técnicas de modulación básicas, o una combinación de ellas. Las Radios están basadas en AM y FM siendo la FM la de mejor calidad debido a la ventaja que tiene por manejar mayores frecuencias y mayores anchos de banda que mejoran la percepción por el contenido que se puede transmitir.

### Modulación Digital
En la modulación digital, una señal portadora analógica es modulada por una señal discreta. Los métodos de modulación digital pueden considerarse como conversión de digital a analógico y la correspondiente demodulación o detección como conversión de analógico a digital. Los cambios en la señal portadora se eligen entre un número finito de M símbolos alternativos (el "alfabeto de modulación").

Esquema de un enlace de datos de 4 baudios y 8 bit/s que contiene valores elegidos arbitrariamente

Un ejemplo simple: Una línea telefónica está diseñada para transferir sonidos audibles, por ejemplo, tonos, y no bits digitales (ceros y unos). Sin embargo, los ordenadores pueden comunicarse a través de una línea telefónica por medio de módems, que representan los bits digitales por tonos, llamados símbolos. Si hay cuatro símbolos alternativos (correspondientes a un instrumento musical que puede generar cuatro tonos diferentes, uno a la vez), el primer símbolo puede representar la secuencia de bits 00, el segundo 01, el tercero 10 y el cuarto 11. Si el módem toca una melodía que consta de 1000 tonos por segundo, la velocidad de símbolos es de 1000 símbolos/segundo, o 1000 baudios. Dado que cada tono (es decir, símbolo) representa un mensaje que consta de dos bits digitales en este ejemplo, la tasa de bits es el doble de la tasa de símbolos, es decir, 2000 bits por segundo.
Según una definición de señal digital, la señal modulada es una señal digital. Según otra definición, la modulación es una forma de conversión de digital a analógico. La mayoría de los libros de texto considerarían los esquemas de modulación digital como una forma de transmisión digital, sinónimo de transmisión de datos; muy pocos lo considerarían como transmisión analógica.
Los siguientes son algunos de casos extremos de estas técnicas:
- Modulación por desplazamiento de amplitud (ASK, Amplitude Shift Keying)

Desactiva la amplitud durante toda la trayectoria
- Modulación por desplazamiento de frecuencia (FSK,Frecuency Shift Keying)

Salta a una frecuencia extrema.
- Modulación por desplazamiento de fase (PSK, Phase Shift Keying)

Desplaza la fase 180 grados.
- Modulación de amplitud en cuadratura (QAM, Quadrature Amplitude Modulation): se utiliza un número finito de al menos dos fases y al menos dos amplitudes.

En QAM, una señal en fase (o I, siendo un ejemplo una forma de onda coseno) y una señal de fase en cuadratura (o Q, siendo un ejemplo una onda sinusoidal) se modulan en amplitud con un número finito de amplitudes y luego se suman. Puede verse como un sistema de dos canales, cada canal usando ASK. La señal resultante es equivalente a una combinación de PSK y ASK.
En todos los métodos anteriores, a cada una de estas fases, frecuencias o amplitudes se les asigna un patrón único de bits binarios. Normalmente, cada fase, frecuencia o amplitud codifica un número igual de bits. Este número de bits comprende el "símbolo" que está representado por la fase, frecuencia o amplitud particular.
Si el alfabeto consta de símbolos alternativos {\displaystyle M=2^{N}}, cada símbolo representa un mensaje que consta de N bits. Si la tasa de símbolo (también conocida como tasa de baudios) es {\displaystyle f_{S}} símbolos/segundo (o baudios), la tasa de datos es {\displaystyle Nf_{S}} bit/segundo.
Por ejemplo, con un alfabeto que consta de 16 símbolos alternativos, cada símbolo representa 4 bits. Por lo tanto, la tasa de datos es cuatro veces la tasa de baudios.
En el caso de PSK, ASK o QAM, donde la frecuencia portadora de la señal modulada es constante, el alfabeto de modulación a menudo se representa convenientemente en un diagrama de constelación, que muestra la amplitud de la señal I en el eje x, y la amplitud de la señal Q en el eje y, para cada símbolo.

### Principios de funcionamiento del modulador y del detector
PSK y ASK, y a veces también FSK, a menudo se generan y detectan utilizando el principio de QAM. Las señales I y Q se pueden combinar en una señal de valor complejo I+jQ (donde j es la unidad imaginaria). La resultante llamada señal de paso bajo equivalente o señal de banda base equivalente es una representación de valor complejo de la señal física modulada de valor real (la llamada señal de banda de paso o señal RF).
Estos son los pasos generales utilizados por el modulador para transmitir datos:
1. Agrupar los bits de datos entrantes en palabras clave, una para cada símbolo que se transmitirá.
2. Asignar las palabras clave a atributos, por ejemplo, amplitudes de las señales I y Q (la señal de paso bajo equivalente), o valores de frecuencia o fase.
3. Adaptar forma de pulso o algún otro filtrado para limitar el ancho de banda y formar el espectro de la señal de paso bajo equivalente, generalmente usando procesamiento de señal digital.
4. Realizar la conversión digital a analógica (DAC) de las señales I y Q (ya que hoy en día todo lo anterior se logra normalmente usando procesamiento de señal digital, DSP).
5. Generar una forma de onda portadora sinusoidal de alta frecuencia, y quizás también un componente de cuadratura de coseno. Llevar a cabo la modulación, por ejemplo, multiplicando la forma de onda del seno y el coseno con las señales I y Q, lo que da como resultado que la señal de paso bajo equivalente se desplace en frecuencia a la señal de banda de paso modulada o señal de RF. A veces, esto se logra usando tecnología DSP, por ejemplo síntesis digital directa usando una tabla de forma de onda, en lugar de procesamiento de señal analógica. En ese caso, el paso DAC anterior debe realizarse después de este paso.
6. Amplificación y filtrado de paso de banda analógico para evitar la distorsión armónica y el espectro periódico.

En el lado del receptor, el demodulador normalmente realiza:
1. Filtrado de paso de banda.
2. Control automático de ganancia, AGC (para compensar la atenuación, por ejemplo desvanecimiento).
3. Desplazamiento de frecuencia de la señal de RF a las señales I y Q de banda base equivalentes, o a una señal de frecuencia intermedia (IF), multiplicando la señal de RF con una frecuencia de onda sinusoidal y coseno del oscilador local (consulte el principio receptor superheterodino).
4. Muestreo y conversión de analógico a digital (ADC) (a veces antes o en lugar del punto anterior, por ejemplo mediante undersampling).
5. Filtrado de ecualización, por ejemplo, un filtro emparejado, compensación por propagación de trayectos múltiples, dispersión de tiempo, distorsión de fase y desvanecimiento selectivo de frecuencia, para evitar la interferencia entre símbolos y la distorsión de símbolos.
6. Detección de las amplitudes de las señales I y Q, o de la frecuencia o fase de la señal IF.
7. Cuantificación de las amplitudes, frecuencias o fases a los valores de símbolo permitidos más cercanos.
8. Mapeo de las amplitudes, frecuencias o fases cuantificadas a palabras de código (grupos de bits).
9. Conversión de paralelo a serie de las palabras de código en un flujo de bits.
10. Pase el flujo de bits resultante para su posterior procesamiento, como la eliminación de cualquier código de corrección de errores.

Como es común a todos los sistemas de comunicación digital, el diseño tanto del modulador como del demodulador debe hacerse simultáneamente. Los esquemas de modulación digital son posibles porque el par transmisor-receptor tiene conocimiento previo de cómo se codifican y representan los datos en el sistema de comunicaciones. En todos los sistemas de comunicación digital, tanto el modulador en el transmisor como el demodulador en el receptor están estructurados para que realicen operaciones inversas.
Los métodos asincrónicos no requieren una señal de reloj de referencia del receptor que esté sincronizada en fase con la señal portadora del remitente. En este caso, los símbolos de modulación (en lugar de bits, caracteres o paquetes de datos) se transfieren asincrónicamente. Lo contrario es modulación síncrona.

## Tipos de modulación
Dependiendo del parámetro sobre el que se actúe, tenemos los distintos tipos de modulación:
- Modulación en doble banda lateral (DSB o DBL)
- Modulación de amplitud (AM)
- Modulación de fase (PM)
- Modulación de frecuencia (FM)
- Modulación banda lateral única (SSB o BLU)
- Modulación de banda lateral vestigial (VSB, VSB-AM, o BLV)
- Modulación de amplitud en cuadratura (QAM)
- Modulación por división ortogonal de frecuencia (OFDM), también conocida como 'Modulación por multitono discreto' (DMT)
- Modulación de Espectro ensanchado por secuencia directa (DSSS)
- Modulación por longitud de onda
- Modulación en anillo

Cuando la OFDM se usa en conjunción con técnicas de codificación de canal, se denomina Modulación por división ortogonal de frecuencia codificada (COFDM).
También se emplean técnicas de modulación por impulsos, pudiendo citar entre ellas:
- Modulación por impulsos codificados (PCM)
- Modulación por anchura de pulsos (PWM)
- Modulación por amplitud de pulsos (PAM)
- Modulación por posición de pulsos (PPM)

Cuando la señal es una indicación simple on-off a baja velocidad, como una transmisión en código Morse o radioteletipo (RTTY), la modulación se denomina manipulación, modulación por desplazamiento, así tenemos:
- Modulación por desplazamiento de amplitud (ASK)
- Modulación por desplazamiento de frecuencia (FSK)
- Modulación por desplazamiento de fase (PSK)
- Modulación por desplazamiento de amplitud y fase (APSK o APK)

La transmisión de radioteletipo (RTTY) puede ser considerada como una forma simple de Modulación por impulsos codificados
Cuando se usa el código Morse para conmutar on-off la onda portadora, no se usa el término 'manipulación de amplitud', sino operación en onda continua (CW).
La modulación se usa frecuentemente en conjunción con varios métodos de acceso de canal.
Otras formas de modulación más complejas son (PSK),(QAM),(I/Q),(QFSK),etc.

## Para información adicional
- Roger L. Freeman: Radio System Design for Telecommunications. 3. IEEE, The Institute of Electrical and Electronics Engineers, New York 2007, ISBN 978-0-471-75713-9. (en inglés)
- Multipliers vs. Modulators Archivado el 20 de marzo de 2016 en Wayback Machine. Analog Dialogue, junio 2013 (en inglés)